# Castrul roman Apulum
Castrul roman Apulum a fost unul dintre cele mai importante centre ale stăpânirii romane de pe teritoriul Daciei.(apoi) El a fost construit în anul 106, pe malurile Mureșului, la o distanță de cca 20 km de cetatea dacică Apoulon. Construirea castrului a fost determinată de cantonarea în această zonă a Legiunii a XIII-a Gemina (106-271), dislocată din Vindobona, actualul oraș Viena. Legiunea avea rolul de a păzi ținutul aurifer și drumul de transport al aurului către Roma.
Dimensiunile castrului erau 400 x 400 metri, în timp ce clădirile adiacente castrului, așa-numitele canabae legionis, se extindeau pe o suprafață de aproximativ 500 x 700 de metri pătrați.
Castrul roman Apulum a fost reședinta guvernatorului Daciei Superior și apoi a Daciei Apulensis.
În imediata vecinătate a castrului s-au dezvoltat așezările romane Colonia Aurelia Apulensis, iar mai apoi Colonia Nova Apulensis.

## Descoperiri
În anul 2011, în lunile martie - aprilie, s-au descoperit importante artefacte romane din perioada castrului.
- În apropierea porții a IV-a Cetății „Alba Carolina” arheologii au descoperit un basorelief din marmură, cu dimensiuni aproximative 50 cm x 30 cm, ce înfățișează probabil centurion purtând lorica musculata și mantie pe umeri; mâna dreaptă ținând o suliță iar mâna stângă sprijnind un scut oval. Personajul are barbă, ceea ce ar indica un posibil personaj din a doua jumătate a secolului al II-lea, spre dinastia Severilor. Armele reprezentate indică un soldat din trupele ecvestre ori din trupele auxiliare. Basorelieful este încadrat de un chenar roșu având la bază un text din care s-a putut citi „SECUNDA RUDIS”. Textul latin se traduce ca „a doua sabie de lemn”. Aceasta era un simbol de promovare în carieră pentru gladiatori la rang de ofițer în armata romană și totodată un simbol al libertății la gladiatori. Conform inscripției se atestă faptul că acest personaj este un instructor de gladiatori sau un personaj care a putut fi promovat în legiune, după ce a fost eliberat din statutul de gladiator și care a fost adus ca instructor pentru trupele staționate în castru.[3][4]

- În apropierea Bisericii Romano-Catolice s-a descoperit un altar votiv închinat zeiței Nemesis, zeița romană a răzbunării, cu dimensiuni de 1 m x 60 cm. Acestă descoperire i-a făcut pe cercetători să emită ipoteza existenței unui edificiu sacru în cadrul castrului.[3][4][5]

- S-a descoperit Pretorium-ul castrului, drumului roman „Via Principalis”, precum și fundațiile barăcilor soldaților.[5]

## Situația actuală
Materiale din vechiul castru roman s-au folosit la ridicarea cetății medievale din care s-au păstrat 3 fortificații.
În prezent, castrul, parțial reconstruit, este inclus în „Traseul celor trei fortificații”, un obiectiv turistic ce le oferă vizitatorilor orașului Alba Iulia posibilitatea de a călători în timp de-a lungul a două milenii de istorie, printre vestigiile a trei fortificații, din trei epoci diferite, construite succesiv pe aceeași locație, fiecare nouă cetate incluzând-o pe cea veche: Castrul Roman Apulum (106 d.Ch.), Cetatea Medievală Bălgrad (sec. XVI-XVII) și Cetatea Alba Carolina, fortificație de tip Vauban (sec.XVIII).

## Galerie de imagini

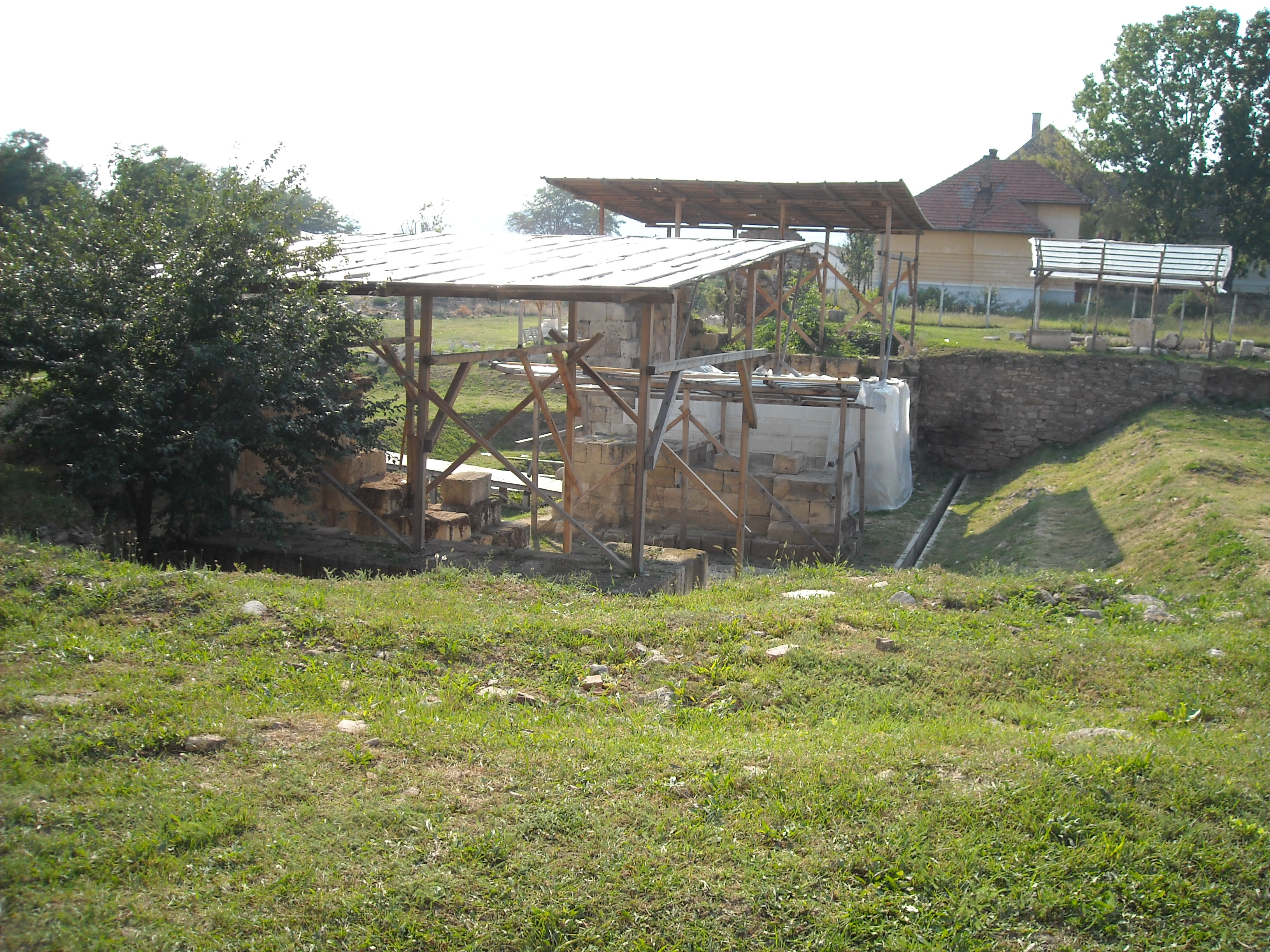
Poarta castrului
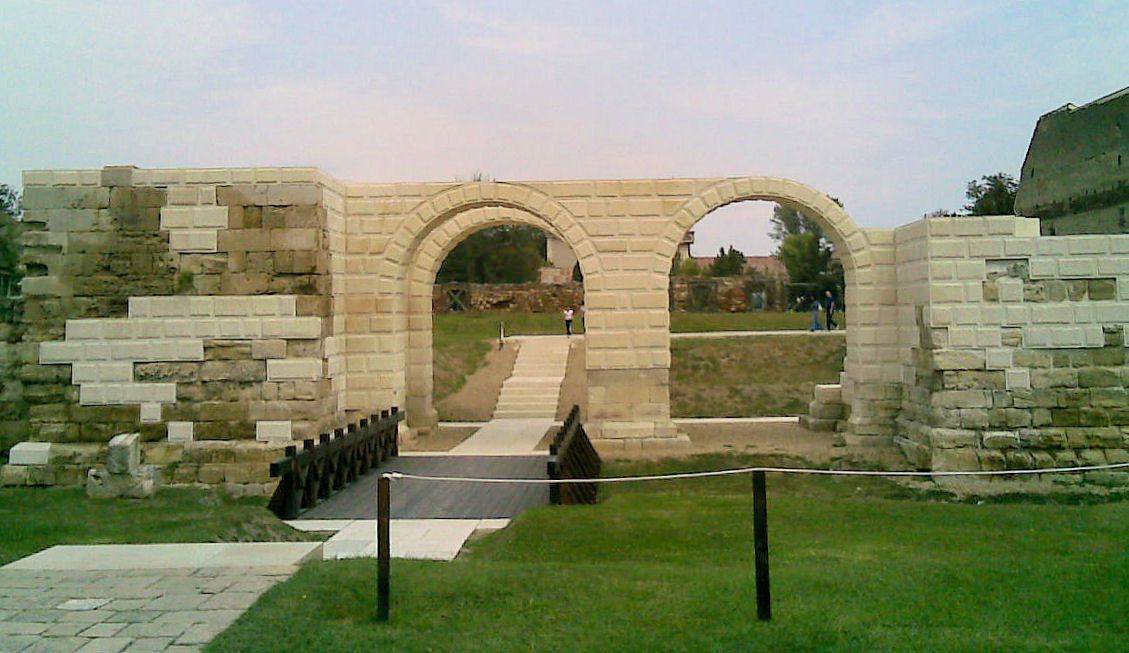
Porta Principalis Dextra
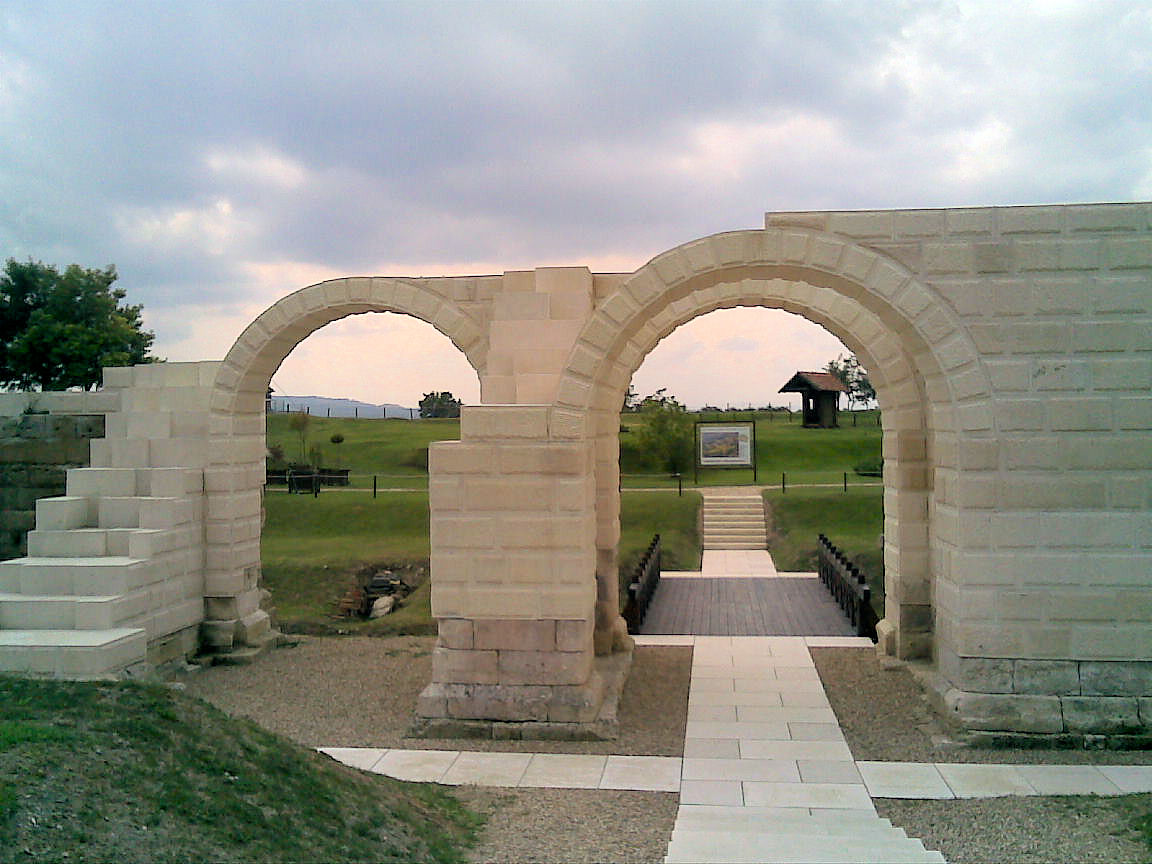
Porta Principalis Dextra
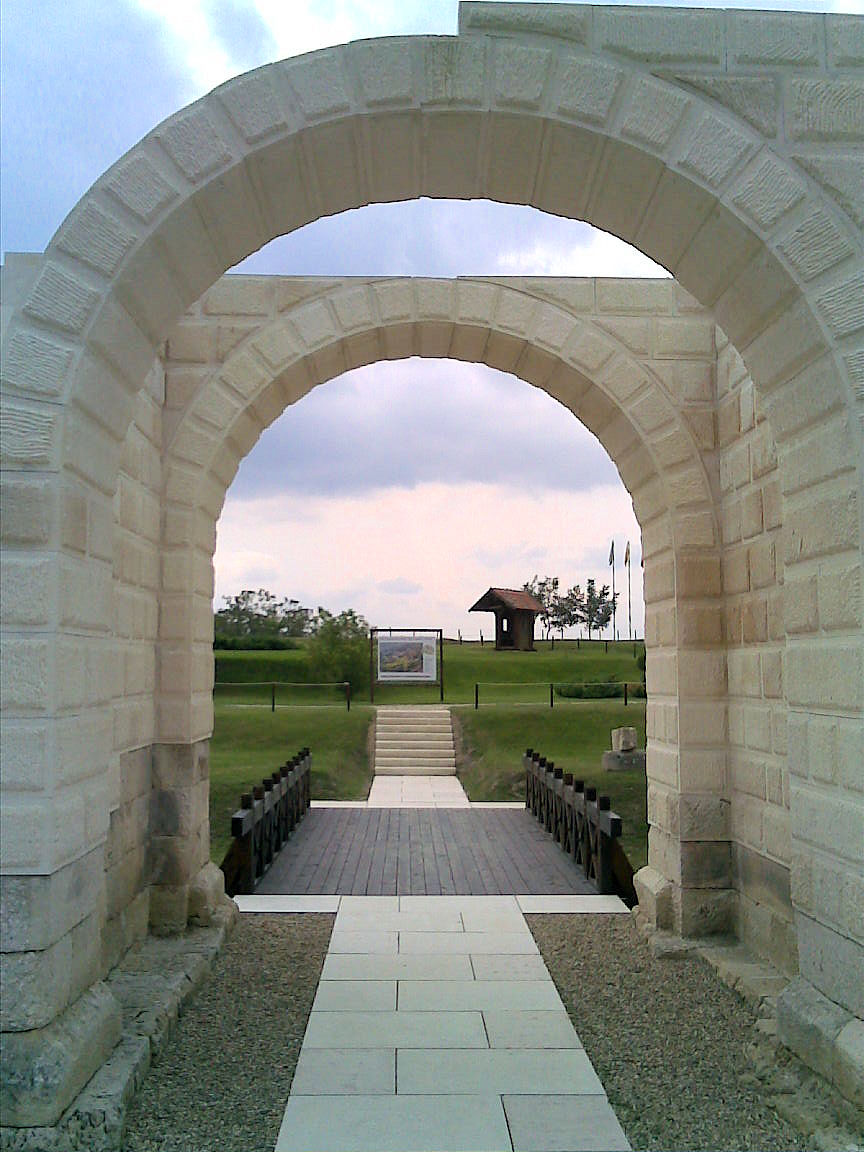
Porta Principalis Dextra
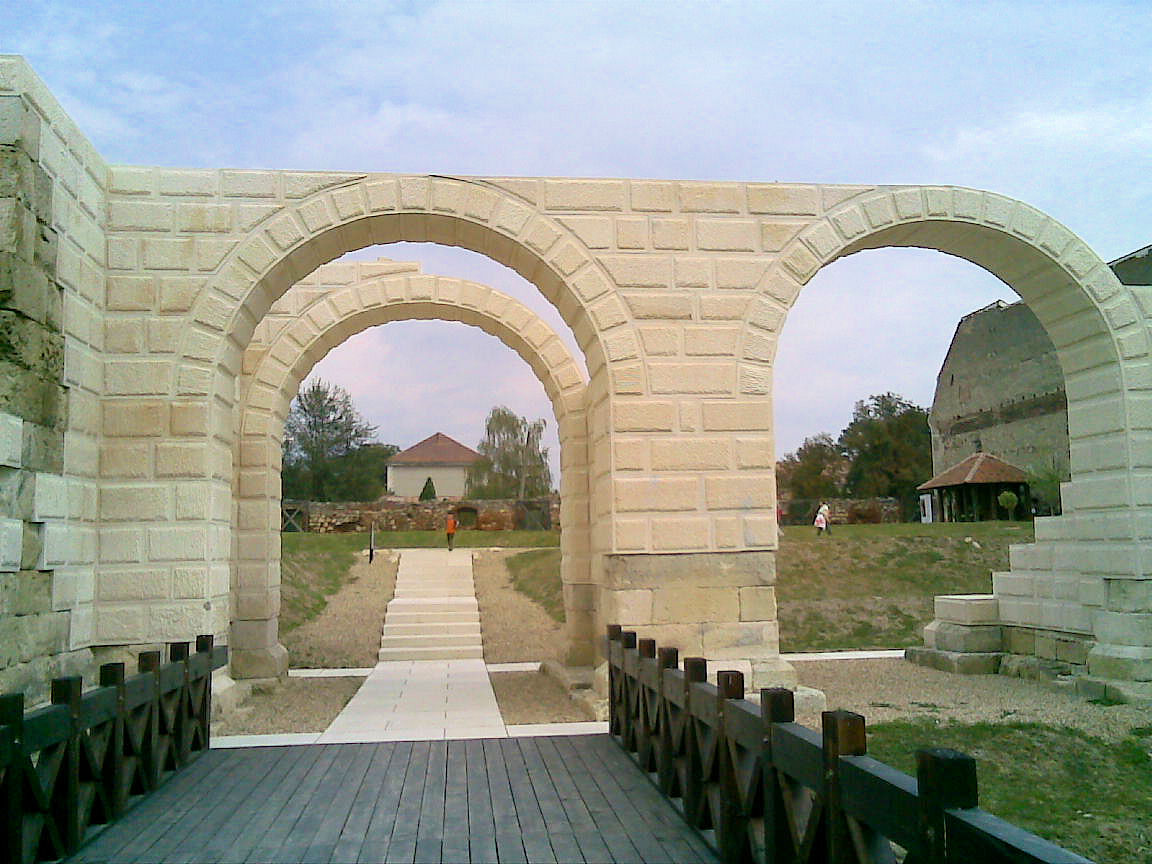
Porta Principalis Dextra
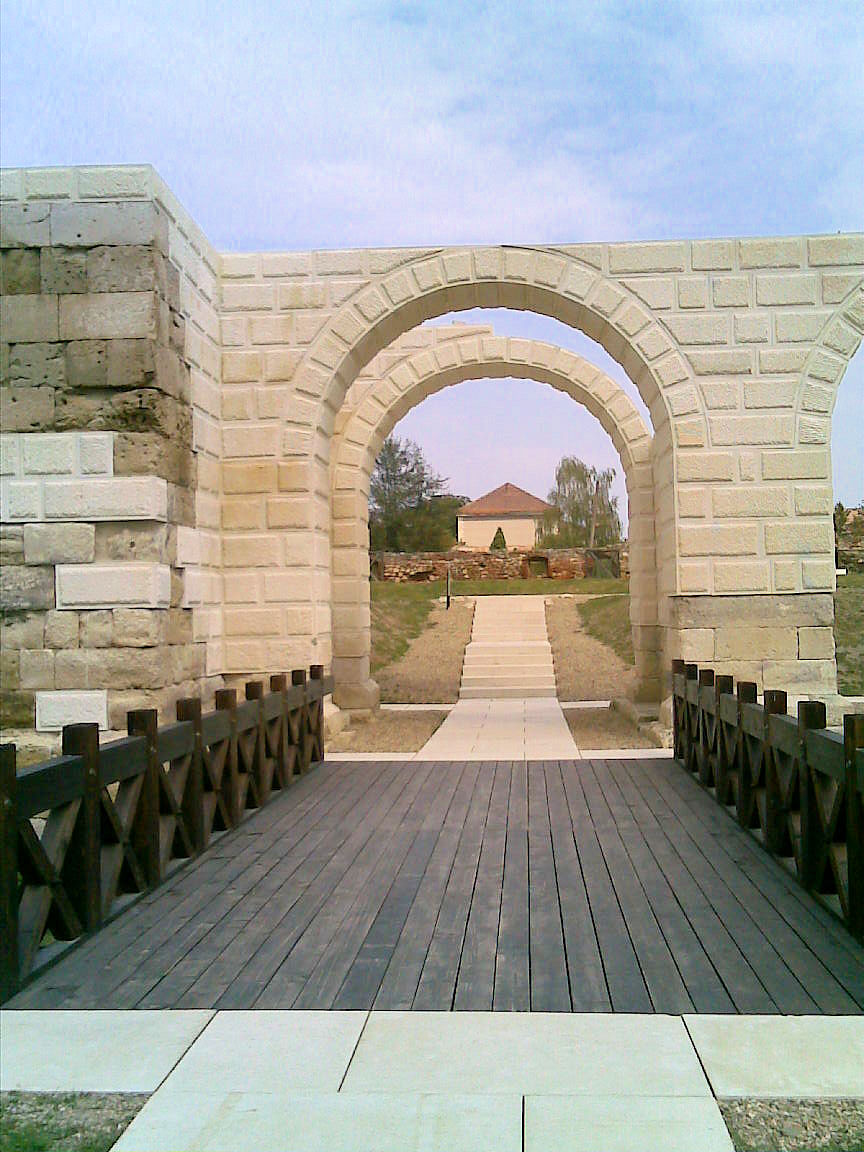
Porta Principalis Dextra
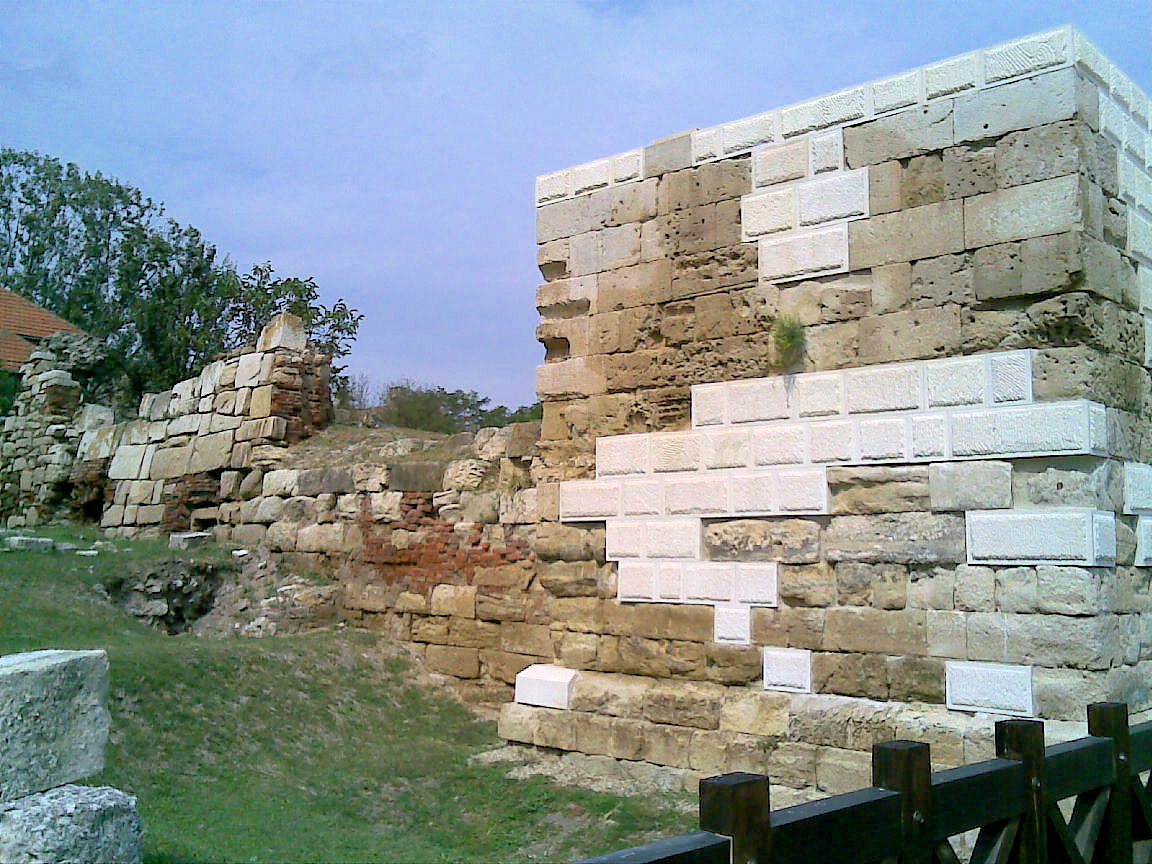
Porta Principalis Dextra
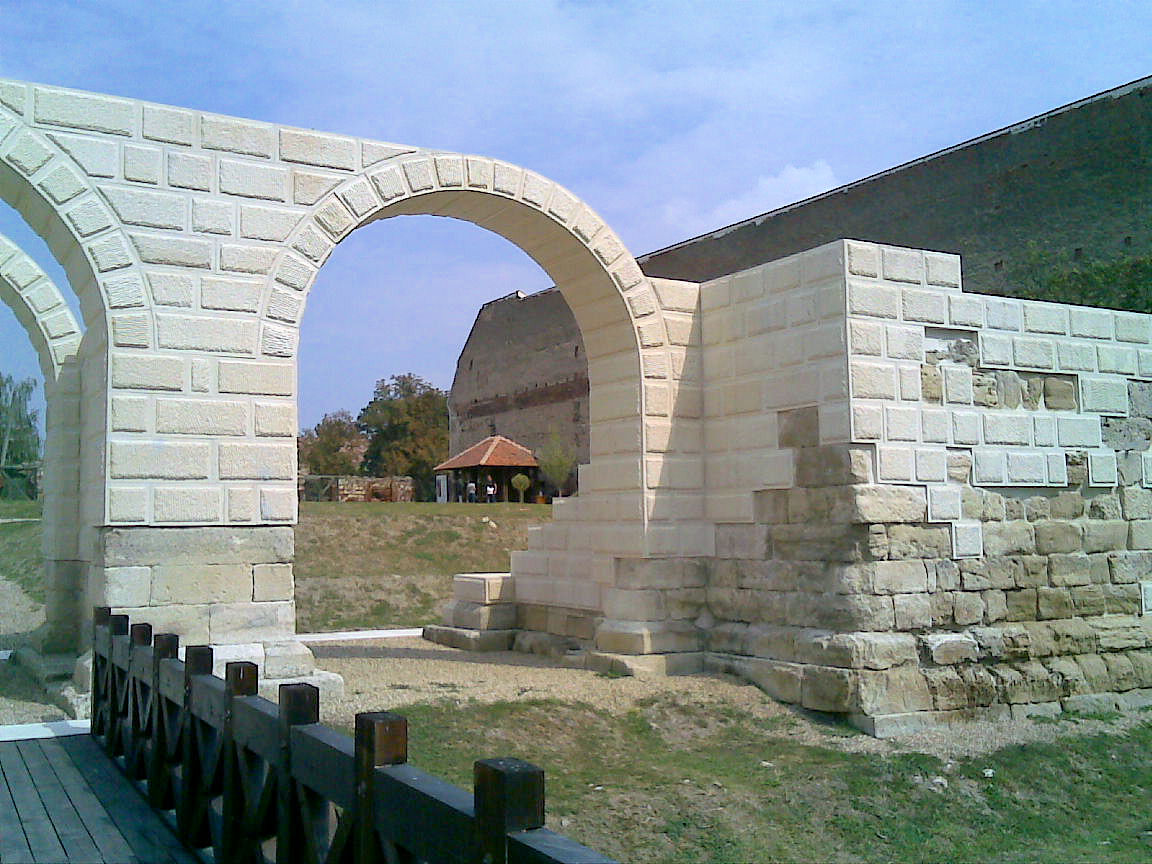
Porta Principalis Dextra
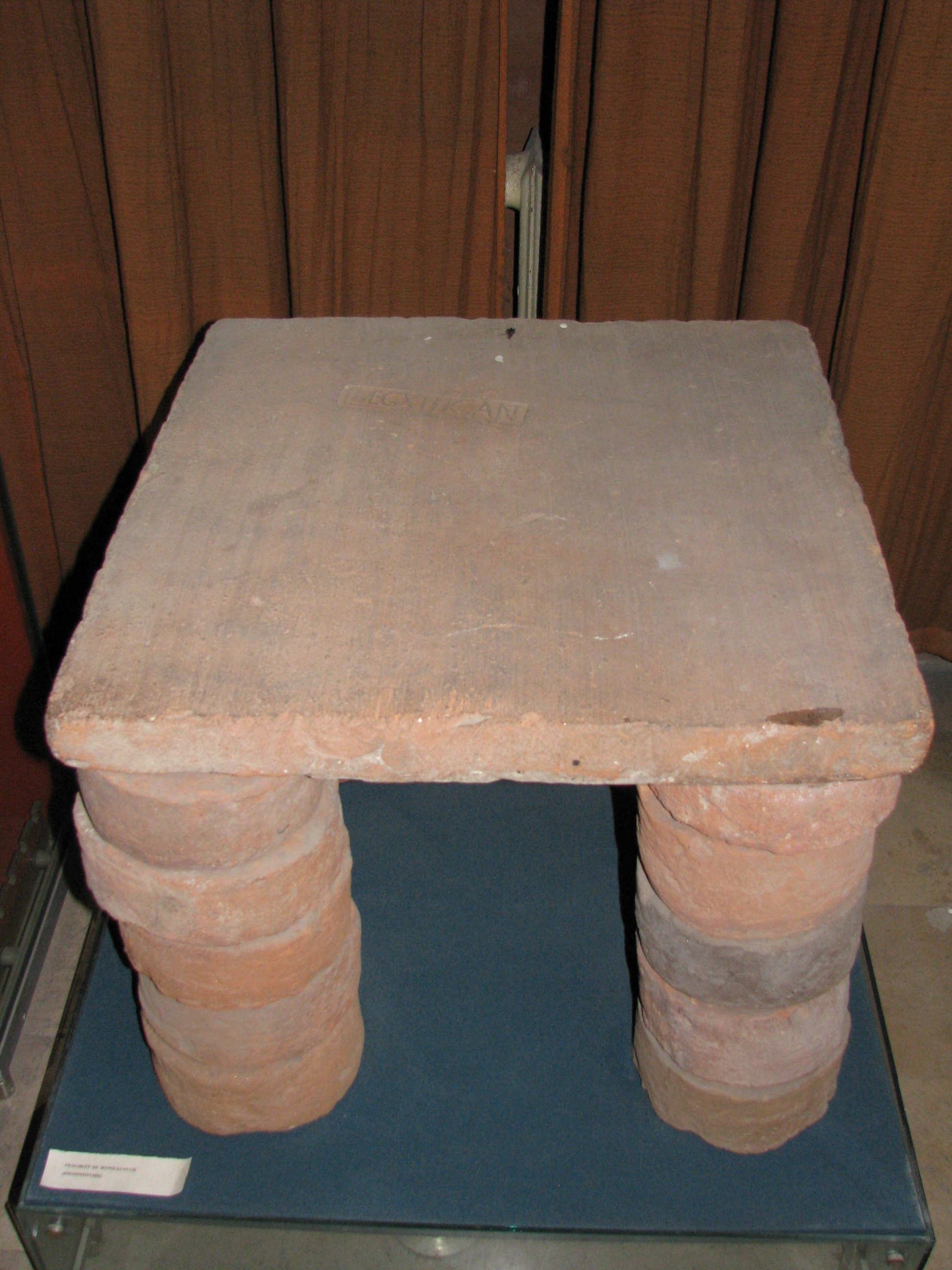
Fragment de hipocaust din termele castrului roman Apulum (Muzeul Național al Unirii Alba Iulia)
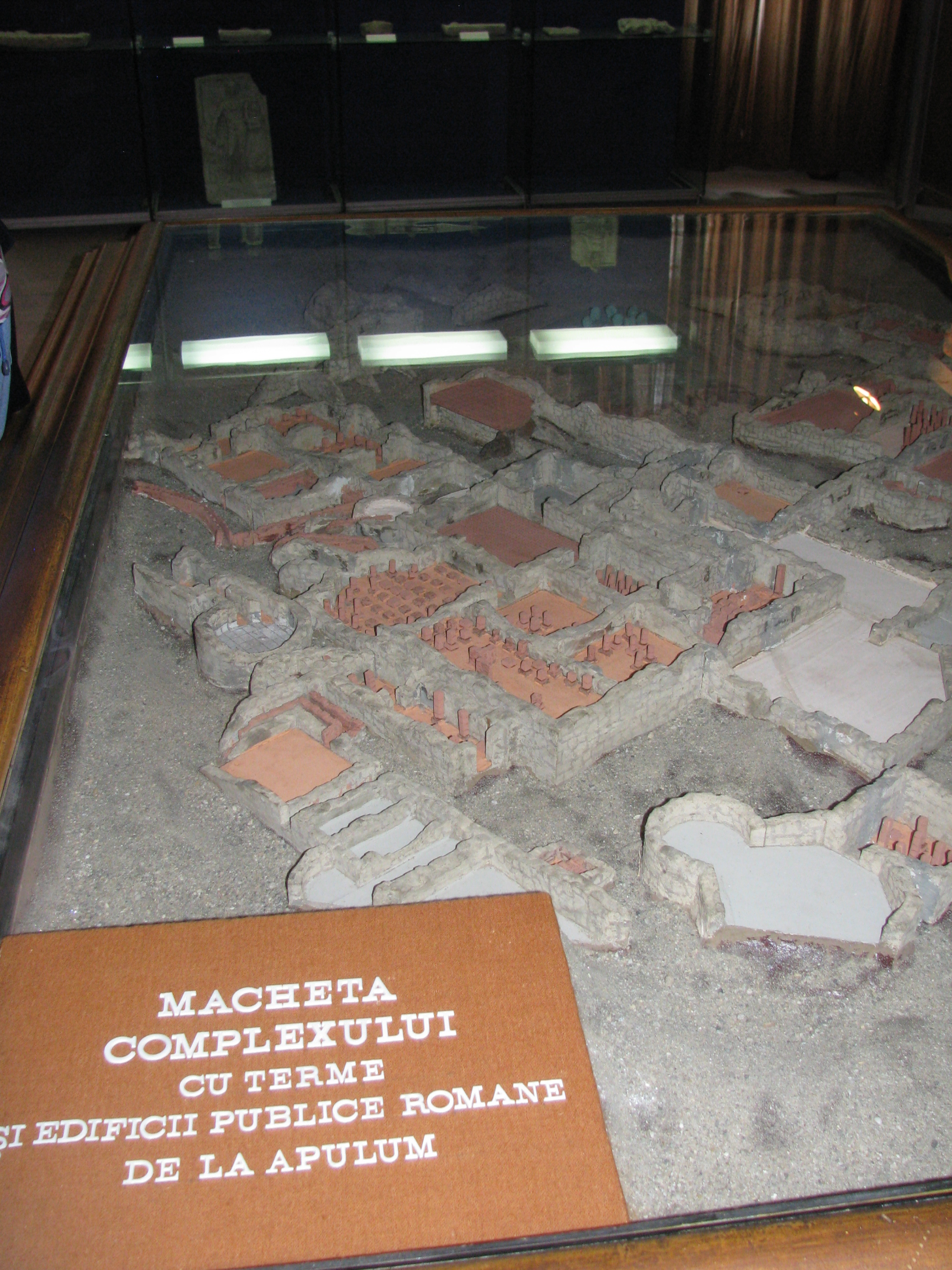
Macheta complexului cu terme şi edificii publice romane de la Apulum (Muzeul Naţional al Unirii Alba Iulia)
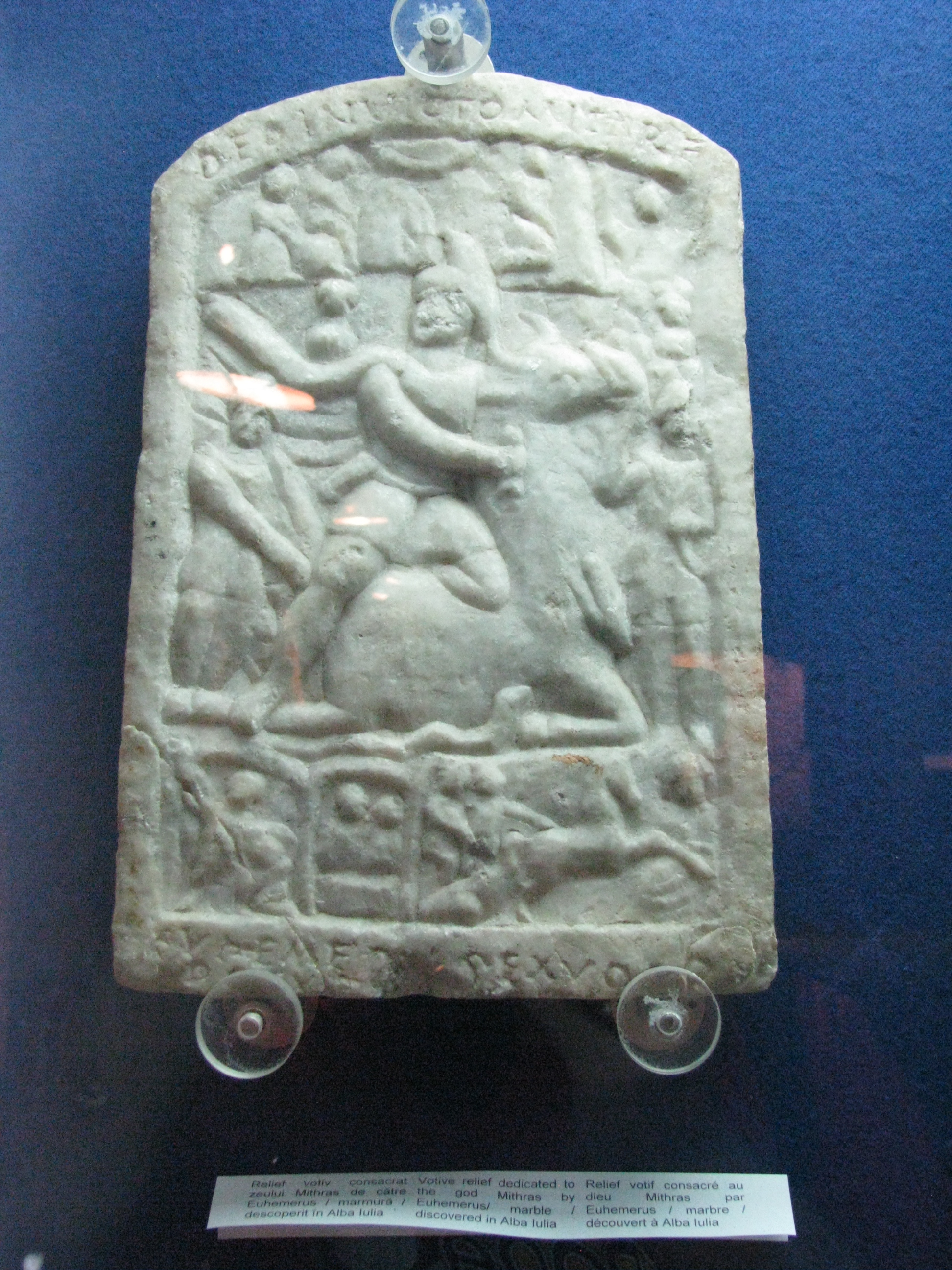
Relief votiv dedicat zeităţii Mithra de la Apulum (Muzeul Naţional al Unirii Alba Iulia)